# Zajączkowo (Gdańsk)

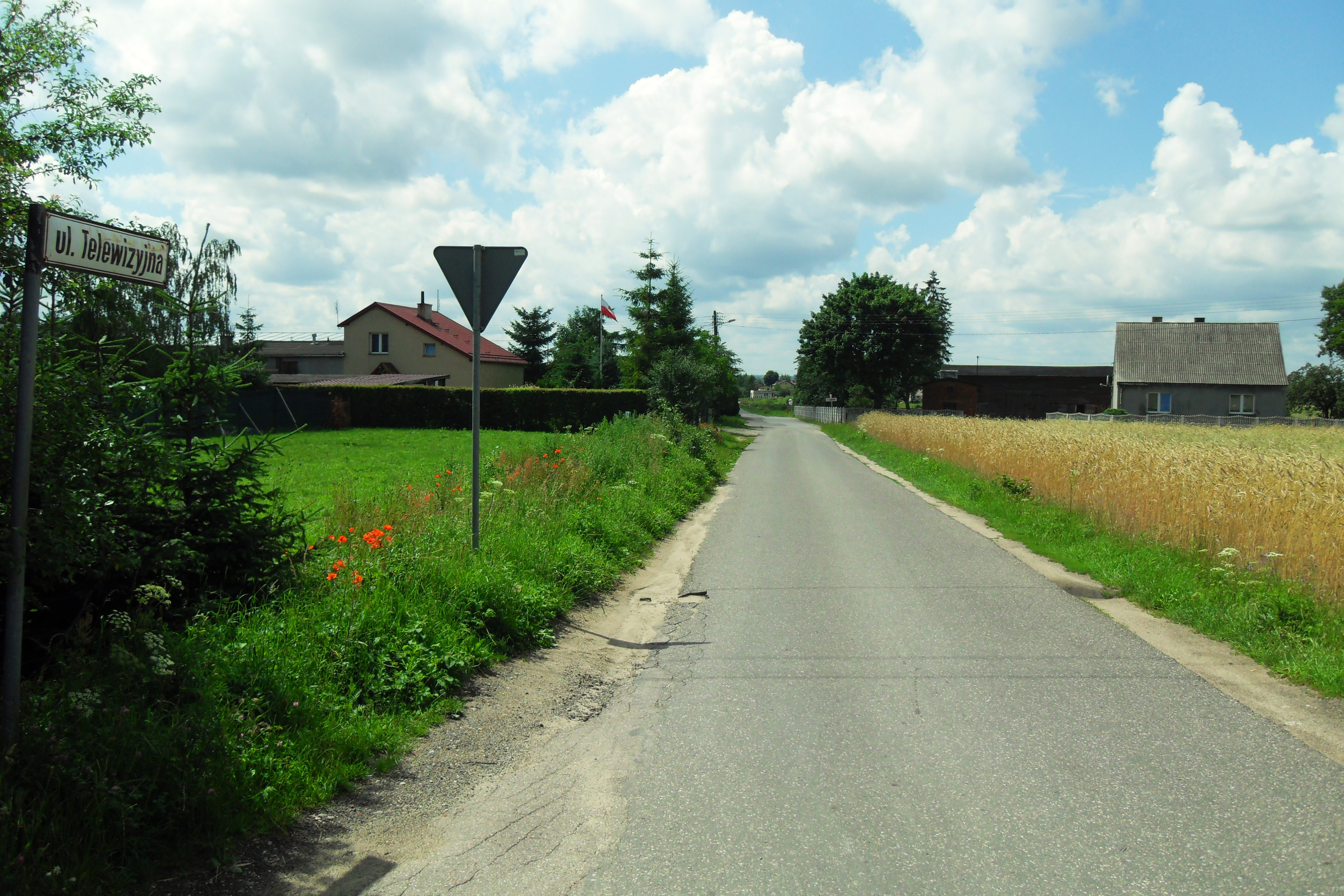
Zajączkowo

Zajączkowo (kaszb. Zajączkòwò, niem. Hasenberg) – część Klukowa w Gdańsku. Znajduje się na obszarze dzielnicy Matarnia, w bliskim sąsiedztwie Obwodnicy Trójmiasta.

## Historia
Po ustanowieniu Wolnego Miasta Gdańska miejscowość znalazła się na obszarze Polski w powiecie kartuskim. Dawne Zajączkowo to dzisiejsze okolice skrzyżowania ulic Radarowej i Telewizyjnej. Zostało przyłączone w granice administracyjne miasta w 1973 roku, należy do okręgu historycznego Wyżyny.
Przed powstaniem portu lotniczego im. Lecha Wałęsy, Zajączkowo znajdowało się na trasie łącznicy kolejowej Osowa-Kokoszki (linia kolejowa nr 235).
Zajączkowo nie jest rozpoznawalne zarówno na mapie morfogenetycznej miasta, jak i wśród zdecydowanej większości mieszkańców Gdańska. Nazwa miejscowości jest nazwą zatraconą.